# Geografía lingüística
La geografía lingüística o Geolingüística, es una metodología de estudio, una manera de operar, surgida en el entorno de la Dialectología a finales del siglo XIX. Se ocupa de estudiar cómo van cambiando las formas lingüísticas a través del espacio, y lo hace desde el punto de vista fonético, léxico, morfosintáctico, etimológico y, además, tiene en cuenta las motivaciones de cada hablante. Esta metodología considera la lengua como un organismo vivo, recogiendo y ordenando grandes cantidades de información sobre cómo se habla en una determinada zona y momento. Toda esta información generalmente se vierte luego en los llamados atlas lingüísticos. 
La metodología empleada comprende el uso de cuestionarios (preguntas realizadas con el fin de obtener el material lingüístico); redes de encuestas (conjuntos de localidades que se van a estudiar); encuestadores (investigadores especializados para llevar a cabo los cuestionarios); informantes (individuos representativos de su comunidad).

## Historia
Se reconoce como fundador de la disciplina a Jules Gilliéron, director del Atlas linguistique de la France (ALF), publicado en 1902, por ser el responsable del establecimiento de sus bases. Con todo, la cartografía de resultados de encuestas ya se venía practicando desde años atrás, pero exclusivamente prestando atención al aspecto fonético de las lenguas: de 1881 es, por ejemplo, el Sprachatlas von Nord- und Mitteldeutschland de Georg Wenker y de 1909 el atlas del dacorrumano de G. Weigand. 
La novedad del atlas de Guilliéron es, precisamente, la atención que presta al resto de componentes de un idioma, morfológicos y léxicos. Para ello, investigó en toda Francia tomando como referencia a 639 localidades (y un informante para cada localidad) y usando un cuestionario de 1900 preguntas que fue usado por el dialectólogo Edmond Edmont, que transcribió las respuestas en alfabeto fonético. El resultado fue un atlas con un mapa para cada concepto lingüístico investigado.
Después de los avances de Guilliéron surgieron otros trabajos con la misma metodología, inaugurando una época en la que los atlas normalmente se corresponían con una nación o un dominio completo. En España, el Atlas Lingüístic de Catalunya fue el primer atlas publicado que seguía de cerca la metodología del ALF. Otro atlas con enfoque similar es el Atlas Lingüístico de la Península Ibérica. Si bien el más importante después del hito que marcó Guillierón fue el Atlas Italo-Suizo de Karl Jaberg y Jakob Jud, que estudiaba los dialectos retorrománicos y los italianos. Las innovaciones más relevantes de este atlas fueron el cuestionario, donde se agrupaban los conceptos según un orden lógico dentro de bloques semánticos, donde primaba el léxico sobre la fonética, donde la lengua se enlazaba con la cultura popular, etc. El AIS incluía además dichos, creencias, cantos pupulares asociados a animales, juegos y muchas otras manifestaciones de la cultura popular. 
En 1939, algunos lingüistas franceses elaboraron un proyecto nacional que suponía un nuevo atlas de toda Francia, con la particularidad de que este se formaría mediante la unión de pequeños atlas regionales, mucho más detallados. A partir de este momento se abre una nueva etapa muy productiva en la Geolingüística, la de los atlas regionales o de pequeño dominio. En España no se planteó un proyecto similar al de Francia, pero se elaboró el Atlas Lingüístico y Etnográfico de Andalucía (ALEA), de Manuel Alvar, siguiendo el modelo francés, que fue seguido de otros atlas regionales del mismo autor, como el Atlas Lingüístico y Etnográfico de Aragón, Navarra y Rioja, el Atlas Lingüístico y Etnográfico de Santander, el Atlas lingüístico de Castilla y León, etc.  
En 1970 nace el Atlas Linguarum Europae (ALE), el primer atlas supranacional de segunda generación, con la finalidad de agrupar todos los datos recogidos en los distintos atlas realizados hasta el momento. Posteriormente, a partir del ALE se inició el proyecto de creación del Atlas Lingüístico Románico (ALiR), formado por diferentes mapas, con sus correspondientes comentarios, en los que se incluyen los trazos comunes y distintivos a las distintas lenguas romances europeas.